# Volvo Penta

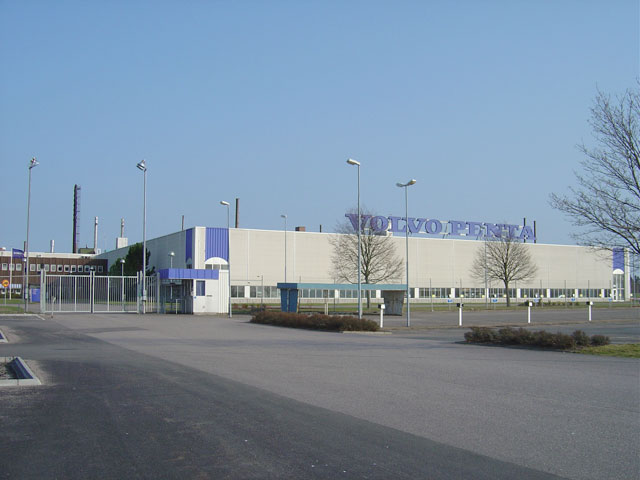
Fabryka firmy Volvo Penta w Vara w 2005 roku

Volvo Penta – producent silników morskich należący do Volvo AB.

## Historia
Volvo Penta została założona w 1907, w związku z projektem produkcji pierwszego silnika morskiego ochrzczonego symbolem B1. Penta, bo taką nazwę nosiło założone przedsiębiorstwo, szybko stało się powszechnie uznanym producentem silników, który między innymi w 1927 dostarczył silnik do pierwszego samochodu pasażerskiego Volvo. Volvo przejęła Pentę w 1935 i od tego momentu Volvo Penta stanowi część Grupy Volvo.

## Działalność

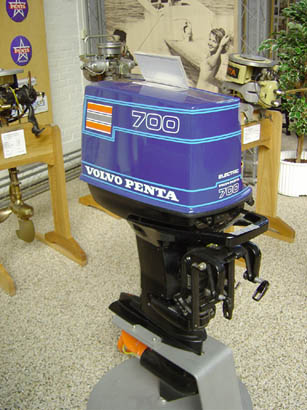
Silnik do łodzi Volvo Penta 700

Volvo Penta jest częścią Grupy Volvo. Dostarcza silniki oraz kompletne systemy napędowe dla łodzi turystycznych, jednostek komercyjnych i roboczych oraz zestawy prądotwórcze do zastosowań zarówno morskich, jak i przemysłowych na lądzie.
Volvo Penta działa na całym świecie i posiada jedną z najsilniejszych marek oraz największą sieć dealerską z ponad 4 tysiącami dealerów. Program produkcyjny silników zawiera zarówno jednostki wysokoprężne, jak i benzynowe z mocami maksymalnymi od 10 do 800 KM.
Volvo Penta jest pionierem i twórcą wielu innowacyjnych rozwiązań dla przemysłu morskiego, jak np. pędnik pawężowy typu Z, czy też zastosowanie dwóch przeciwbieżnych śrub napędowych. Oba wynalazki uważa się za jedne z najważniejszych w historii przemysłu turystyki wodnej. W ostatnich latach Volvo Penta zaprezentował nowy system napędowy łodzi ze skierowanymi do przodu śrubami napędowymi, sterowany dżojstikiem.